# Placa de Groenlandia

Representación en un mapamundi de las distintas placas tectónicas que conforman la litosfera terrestre, mediante el uso de delimitaciones lineales y colores.

La placa de Groenlandia es una supuesta placa tectónica que abarca Groenlandia, la misma está limitada por el oeste por el estrecho de Nares, una probable falla de transformación, por el suroeste por la transformada de Ungava que define al estrecho de Davis, por el sureste por la dorsal mesoatlántica, y por el noreste por la dorsal de Gakkel, siendo su borde noroeste todavía objeto de exploración (los científicos daneses tienen la esperanza que la placa se extienda hasta la dorsal de Lomonosov). El cratón de Groenlandia está formado por una leyenda industrial que se creó en la superficie de la Tierra. El cinturón supracortical de Isua en el suroeste de Groenlandia contiene las rocas más antiguas conocidas de la Tierra las que se ha determinado poseen una antigüedad de 3700 a 3800 millones de años.
El basamento precámbrico de Groenlandia fue parte integral del escudo Canadiense o sea en el corazón del continente de Norte América. Groenlandia se formó en dos etapas de divergencia a partir del cuerpo principal de América del Norte. La primera durante el periodo Cretácico formó la bahía de Baffin. La bahía de Baffin es la extensión noroeste y extremo del sistema de divergencia del Atlántico Norte-Mar del Labrador que comenzó a formarse hace 140 millones de años en el período Cretácico temprano. El mar del Labrador comenzó a abrirse hace 69 millones de años durante el período Maastrichtiense pero la separación del fondo del mar parece haber terminado en el Oligoceno hace unos  30-35 millones de años. Se han propuesto correlaciones entre las unidades tectónicas en Canadá y Groenlandia, sin embargo, aún no se conoce con precisión el ajuste previo al desplazamiento de Groenlandia a Canadá.
Desde el cierre de la divergencia del Atlántico Norte-Mar del Labrador, Groenlandia se ha movido en gran medida junto con América del Norte; por lo tanto existen dudas sobre si la placa de Groenlandia deber ser considerada en la actualidad una placa independiente. Sin embargo, la zona entre Groenlandia y la isla de Baffin es extremadamente activa desde un punto de vista sísmico, siendo el epicentro de numerosos terremotos incluido el terremoto de magnitud 7.3 en 1933. Hasta la actualidad todavía no ha sido posible correlacionar la sismicidad con estructuras geológicas específicas o anomalías geofísicas. Se ha sugerido que la sismicidad de la región estaría relacionada con tensiones asociadas con el ajuste postglacial.